# Взаємодіючі свердловини

Рис. 1. Взаємодіючі свердловини.

Рис. 2. Пониження за взаємодії свердловин.

Взаємодіючі свердловини — свердловини, в яких сума радіусів впливу є більшою від відстані між ними (рис. 1).
Гідродинамічна взаємодія свердловин є досить складною. Розглянемо приклад взаємодії двох свердловин, розташованих на відстані L (рис. 2). Як ми бачимо, відстань L є меншою за радіуси впливу R1 та R2. Під час відкачки води із свердловини 1 рівень води в ній знизиться на величину S1, а у свердловині 2 рівень понизиться на величину s1. За пониження в сердловині 2 рівня на S2, в свердловині 1 рівень знизиться на величину s2. 
За одночасного відбору води з обох свердловин депресійні лійки накладуться одна на одну, рівень води у міжсвердловинному просторі знизиться ще більше, а крива депресії займе положення, показане на рис. 2 штрих-пунктирною лінією. Чим більше наближеними є свердловини одна до одної, тим більшого рівня пониження буде досягнуто. При цьому дебіт кожної із взаємодіючих свердловин Q1 буде меншим від того, яким він був би у кожної окремої свердловини Q. 
За L=R1+R2 або L=2R взаємодії свердловин не буде, інтерференція дорівнюватиме одиниці, а зниження депресійних кривих не відбудеться.  За зменшення відстані між свердловинами буде зменшуватись і величина інтерференції. Так за відстані, яка дорівнює R; 0,5R; 0,2R; 0,02R та 0,002R інтерференція, відповідно, складатиме 0,97; 0,90; 0,81; 0,64 та 0,53.
В процесі буріння групи свердловин, призначених для водопостачання, з метою зменшення довжини водопровідних труб свердловини доцільно розташовувати на відстані половини радіуса впливу.
Під час осушення, коли основною метою є пониження депресійної кривої між свердловинами, бурити їх слід на відстані 0,1R.

## Дивю також
- Взаємодія свердловин